# Пурди, Этель Айрес
Этель Айрес Пурди (англ. Ethel Ayres Purdie; 1874—1923) — первая дипломированная женщина-бухгалтер Великобритании, феминистка и суфражистка. Специализировалась на консультировании женщин и женских суфражистских организаций. Была активистом Женской Лиги сопротивления налогам, поддерживая утверждение, что отсутствие права голоса автоматически означает отсутствие уплаты налогов.

## Ранние годы
Этель Айрес родилась в 1874 году в Ислингтоне, Лондон. Её отец Генри Уильям Айрес был инженером, специализировавшимся на производстве инструментов для резки витражей, таких как алмазы для стекольщиков. После окончания школы она работала на почте в телеграфном отделе. В 1870-х годов британская почтовая служба стала первым и крупнейшим работодателем женского персонала в государственной сфере. Многие молодые женщины (в возрасте от четырнадцати лет) стали работать в телеграфных службах, которые использовали их как дешёвую рабочую силу. Большинство из них живут в доме своих родителей, где их работа рассматривается как дополнение к доходу, и они часто увольняются после вступления в брак, чтобы перейти в разряд домохозяек. В Ассоциации почтовых и телеграфных служащих (профсоюз телеграфных операторов) многие мужчины выступали за ограничение занятости женщин, что только побуждало государство к снижению заработной платы и ухудшения условий труда.
Именно в этом контексте сами работницы начинают объединяться для защиты своих интересов, и Этель Айрес в девятнадцать лет делает свои первые шаги в профсоюзной деятельности. В 1894 году она, в частности, принимает участие в развернувшейся борьбе против государственной экономии на пенсии женщин-телеграфистов. Действительно, женщины платят взносы в пенсионную систему, но подавляющее большинство из них никогда не получат пенсии, поскольку они уходят с работы после вступления в брак. Этель Айрес присоединяется к комитету, который при поддержке лондонского отделения профсоюза добивается обеспечения пенсий для женщин.
Спустя несколько лет она, в свою очередь, бросила работу, после того, как 16 июня 1897 года вышла замуж за торговца по имени Фрэнк Сидней Пурди. У них родилось двое детей, но Этель Айрес Пурди бросает вызов общественному мнению того времени, посвящая свою жизнь профессиональной карьере, несмотря на материнство.

## Карьера
После замужества Этель Пурди изучала бухгалтерию в обществе искусств, а затем успешно сдала экзамен в 1906 году с отличием по счетам Лондонской торговой палаты. Но профессия по-прежнему исключительно мужская, и пройти стажировку в фирме ей не представляется возможным. Поэтому Этель Пурди открыла свою бухгалтерскую фирму, которую назвала «Женское агентство налогоплательщиков», в 1908 году.
В 1909 году Этель Пурди подаёт заявку, чтобы стать членом Лондонской ассоциации бухгалтеров (АССА). Это недавно образованная профессиональная организация, предназначенная для интеграции 3000-4000 бухгалтеров, которым отказали другие организации (в основном из-за отсутствия опыта), которая хочет быть открытой и прогрессивной. Хотя у Этель уже есть значительная база клиентов, 14 января 1909 года её заявка на членство была отклонена. Ассоциация мотивировала свой отказ тем, что она женщина и откровенная суфражистка. Тем не менее Этель получила разрешение на доступ к библиотеке и прослушивание лекций. Благодаря настоянию президента Ассоциации, либерала Генри А. Г. Льюиса, она была окончательно принята 13 мая 1909 года, став первой британской женщиной, получившей сертификат бухгалтера. В этом году тот, кого коллеги называют «Леди», произносит тост на ежегодном обеде.

### Женское агентство налогоплательщиков

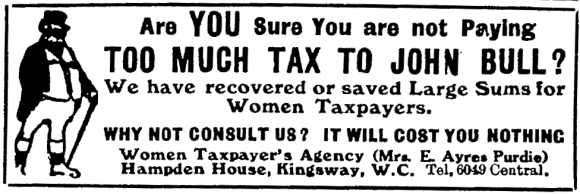
Реклама появившаяся в The Vote в 1913 году. «Вы уверены, что не платите слишком много налогов Джону Буллю? Мы помогаем женщинам-налогоплательщикам оплачивать или сберегать крупные суммы. Почему бы нам не сотрудничать? Это вам ничего не будет стоить»

Этель Пурди удалось создать компанию, тесно связав свои феминистические взгляды и профессиональную жизнь в рамках подхода, основанного на женской солидарности. Её бухгалтерская фирма рекламировалась во многих женских газетах, включая Common Cause, Votes for Women и the Vote. Реклама поощряла женщин оплачивать свой подоходный налог и выступала против дискриминации, особенно со стороны мужей, которые не позволяли свои жёнам оплачивать их счета. Этель Пурди была единственной женщиной, которой разрешалось представлять интересы клиентов перед специальными уполномоченными по подоходному налогу. Имея очень широкое представление о бухгалтерской работе, она также предлагает свои услуги по «любому делу юридического или финансового характера»: консультациям по управлению компаниями, продаже имущества, правам наследования, договорам страхования и т. д.. Название её агентства — «Женское агентство налогоплательщиков»), само по себе является провокационным, откровенно продвигая идею финансовой независимости женщин. В 1912 году, когда суфражистки проводят акции, сопровождаемые актами вандализма в районе, где располагался офис компании, владелец и другие жильцы этого здания — мужчины — требуют, чтобы упоминание «женщины» было удалено с вывески, поскольку оно звучит «оскорбительно». Этель Пурди вынуждена переехать дальше по улице, в Хэмпден-Хаус, чтобы отстоять своё название и вывеску.
Активно участвуя в суфражистской деятельности, Этель Пурди работает на ведущие британские общественные организации в качестве аудитора счетов и финансового консультанта. Её офис в Хэмпден-Хаус, до переезда был расположен рядом с рестораном Holborn, местом встреч суфражисток и их «политических завтраков». Этель Пурди была аудитором Женской Лиги свободы, и, в частности, выступала за увеличение числа женщин в бухгалтерской отрасли. Она также была основателем Женской лиги сопротивления налогам, которая поддерживала желание женщин не платить налоги пока им не будет предоставлено избирательное право и оказывала помощь тем из них, кому грозили штрафы и тюремные сроки за неуплату. Она также работает в профсоюзах, например, в качестве аудитора Ассоциации женщин-служащих и секретарей, Национального фонда медсестер, а также совместно с Профсоюзной Лигой женщин, в клиниках и курсах по подготовке к материнству.

### Суфражистская деятельность
Участие Этель Пурди в движении суфражисток большей частью заключалось в её профессиональной практике. Но её вклад в дело суфражистских организаций выходит за рамки аудита и финансового консультирования: её знания и опыт позволяли формулировать точную и аргументированную критику налогового законодательства Великобритании, а также определять стратегии для организаций, с которыми она сотрудничала.
Этель Пурди проводит ревизию счетов ведущей организации суфражисток, Женского социально-политического союза (WSPU), ориентированного на гражданское неповиновение и близкого к лейбористам, даже после их раскола, а также участвовала в создании Лиги женщин за свободу (WFL). Она проводит аудит счетов WFL и их издательства Minerva Publishing Ltd. Она также консультирует Объединение суфражисток Ист-Энда Сильвии Панкхёрст после того, как она была исключена из WSPU. Начиная с Первой мировой войны, она также проводит аудит счетов Международного женского избирательного альянса (IWSA) со штаб-квартирой в Лондоне. Она ответственно вела дела в этих организациях, соблюдая профессиональную строгость в счетах, которая как правило отсутствовала, а данные плохо проверялись. В письме казначею IWSA она писала, что «большая слабость IWSA и многих женских организаций заключается в неспособности правильно вести учёт, несомненно, из-за отсутствия должного образования».

### Налоговое сопротивление
Отказ от уплаты налогов был одним из важнейших активных инструментов борьбы суфражистов. Этот символический жест гражданского неповиновения совершался во имя одного из основополагающих принципов англосаксонской либеральной демократии — «нет налогов без представительства». Активистки устраивают демонстрации при каждом аресте, изъятии имущества, судебном заседании одного из своих соратников. В 1906 году активистка Дора Монтефьоре, которая позже присоединится к WFL, привлекла внимание прессы, забаррикадировавшись в своем доме на шесть недель, чтобы запретить доступ приставам.
В 1909 году налоговое сопротивление привело к созданию Женской лиги сопротивления налогам (WTRL) для объединения разных активистских объединений. Этель Пурди, которая перестала платить налоги с 1908 года, стала настолько важной фигурой этого сопротивления, что заседания Лиги проводились в её офисе. Она стала членом-учредителем, членом бюро и аудитором счетов, и её опыт сыграл решающее значение для разработки стратегии управления Лиги.

### Критика налогового законодательства
Под влиянием Женской лиги сопротивления налогам Этель Пурди начинает борьбу за признание налоговым органом замужних женщин налогоплательщиками. В то время они не могли получать доход от своего собственного имени и, следовательно, не облагались налогом. Финансовая независимость замужних женщин, полученная впоследствии в соответствии с законом о собственности замужних женщин (1882), не учитывалась внутренним налоговым органом, отвечающим за налогообложение. Она оставляла женатым мужчинам бремя заполнения налоговой декларации супружеской пары и уплаты налогов (ситуация, которая сохранится до конца 1980-х годов).
Лига считала эту ситуацию несправедливой по отношению к женщинам, которые были вынуждены позволять своим мужьям контролировать свои финансы, и вторжением в частную жизнь супругов, отмечая неравенство внутри пары. Кроме того, организация протестовала против дисбаланса налоговых режимов, который приводит к тому, что одинокая женщина облагается налогом больше, чем замужняя. По инициативе Этель Пурди Лига женщин за свободу в 1910 году просит о встрече с канцлером казначейства Дэвидом Ллойд Джорджем. Наконец, 10 июня 1913 г. Этель Пурди входит в число семи посланных делегатов, включая Лину Эшвелл. Опираясь на доводы бухгалтера, канцлер признает, что отношение к женщинам представляет собой «законное унижение», но отказывается удовлетворить их требования, утверждая, что реформирование с изменением системы налогообложения представляет собой слишком большую техническую трудность и потерю 1,5 миллиона фунтов, которые это повлечет за собой.
Более того, эксперт-бухгалтер указывала на многочисленные противоречия и нелепости этой работы. Во многих случаях подоходный налог с женщин взимается исходя из неверных источников, что оказывается незаконным. Этель Пурди побуждала замужних женщин требовать возмещения сумм, взимаемых сверх нормы, и была готова оказать им помощь и поддержку и представлять их в налоговом органе, и во многих случаях им удавалось получить возмещение. Она играла важную роль в ряде важных дел, свидетельствовавших о непоследовательности в работе налоговых органов Великобритании. В деле Элис Бернс она полностью освободила женщину от уплаты налогов под предлогом того, что её муж, единственный член супружеской пары, который может быть облагаем налогом по закону, проживает в Новой Зеландии.

## Журналистская деятельность
Этель Пурди переработала пьесу Элис Бернс Бюрократическая комедия, которую затем опубликовали в The Vote. Пьеса вписывается в театральную традицию британских суфражистов, которые часто используют короткие комедийные произведения для передачи своих мыслей и идей. Эта работа рассматривается некоторыми историками как один из лучших примеров использования комедии в театре суффражистов. Помимо этой пьесы, Этель Пурди является автором нескольких памфлетов. Также она регулярно выступала колумнистом в The Voice, всегда по вопросам налоговой политики. Этель Пурди часто вступала в переписку с несуфжражистскими изданиями, такими как Daily Mirror, Daily Sketch, The Daily News и Nursing Times & Mirror, указывая на неточные утверждения, содержащиеся в их колонках.

## Война и послевоенные годы
Во время Первой мировой войны она временно приостанавливает свою деятельность в суфражистских организациях и часть своей профессиональной деятельности, чтобы принести помощь стране в военное время. Этель Пурди проводила ревизию счетов Женских вспомогательных сил — Женской организации добровольцев, которые собирали средства и оказывали помощь раненым в ходе войны. После войны Закон о народе 1918 года предоставил всеобщее избирательное право мужчинам и цензурное избирательное право женщинам старше 30 лет, а также право баллотироваться на парламентских выборах. В следующем году Закон 1919 года о половой дискриминации запрещает отказывать женщинам в доступе к профессиональной деятельности или или участии в профессиональной организации.

## Гибель
Этель Пурди попала под поезд метро 26 марта 1923 года, упав на пути на станции Ковент-Гарден. Тяжело раненная, она скончалась в больнице на Чаринг-Кросс в возрасте 48 лет. Следствие Вестминстерского коронера приходит к выводу о самоубийстве, вызванном слабоумием. Её муж свидетельствует, что Этель «страдала нервозностью и бессонницей, и боялась потерять умственные способности и стать неспособной продолжать вести свои дела». Говорили о том, что десять дней назад она уже пыталась броситься под поезд на станции Гиллеп-Роуд, но ей помешали.
Её внезапную гибель тяжело переживали её товарищи по суфражистскому движению, особенно учитывая, что она была его важной активной частью. За месяц до этого она читала лекцию в лондонском клубе суфражистов на тему «Если бы я была канцлером казначейства». В отличие от газеты LAA, которая публикует только вставку в рубрике некрологов, The Voice полностью посвящает свою первую страницу «товарищу, бойцу, работнику и пионеру».

## Наследие
Имя Этель Айрес Пурди, как прогрессивной фигуры, является частью культурного наследия ACCA. Её имя носит награда за выдающиеся достижения для студенток, упоминается в истории Ассоциации и регулярно используется в его маркетинге.

## Публикации
- Замужние женщины и налоговое сопротивление (Married Women & Tax Resistance), памфлет, Женская Лига сопротивления налогам, 1910 г.
- Эхо (Echoes), The Englishwoman, выпуск 32, 1911, стр. 224-8
- Бюррократическая комедия (A red tape comedy), The Vote, выпуск VII, номер 160, 16 ноября 1912
- Бюррократическая комедия II (A red tape comedy II), The Vote, выпуск VII, номер 161, 23 ноября 1912
- Бюррократическая комедия III (A red tape comedy III), The Vote, выпуск VII, номер 162, 30 ноября 1912
- Замужние женщины и подоходный налог (Married Women & Income Tax), памфлет, Женская Лига сопротивления налогам, 1913 г.